# بازی‌های آسیایی ۱۹۵۴
بازی‌های آسیایی ۱۹۵۴ (به فیلیپینی: Palarong Asyano ۱۹۵۴)، به‌طور رسمی به عنوان دومین دوره بازی‌های آسیایی و آسیاد II شناخته می‌شود. بازی‌های مانیل ۱۹۵۴، یک رویداد چند ورزشی بود که از ۱ تا ۹ مه ۱۹۵۴ در مانیل، فیلیپین برگزار شد. در مجموع ۹۷۰ ورزشکار از ۱۹ کمیته ملی المپیک آسیایی (NOC) در ۷۷ رویداد و ۸ رشته ورزشی با هم به رقابت پرداختند. تعداد کشورهای شرکت کننده و ورزشکاران بیشتر از بازی‌های دوره پیش بود که در دهلی نو و در سال ۱۹۵۱ برگزار شد. خورخه بی. وارگاس رئیس فدراسیون ورزشکاران آماتور فیلیپین (در سال ۱۹۷۶، به کمیته المپیک فیلیپین تغییر نام داد) و کمیته برگزار کننده بازی‌های آسیایی مانیل بود. فیلیپین با کسب مقام دوم مسابقات به کار خود پایان داد، در حالی که تنها حدود ۹۰۰۰ تماشاگر در مراسم اختتامیه در ورزشگاه یادبود ریزال شرکت کردند. این بازی‌ها از طریق رادیو به صورت زنده از DZRH و DZAQ-TV ABS-3 پخش شد.

## انتخاب میزبان
مانیل، فیلیپین در نشستی که در دهلی نو برگزار شده بود، به عنوان میزبان بازی‌های آسیایی دوم انتخاب گردید.

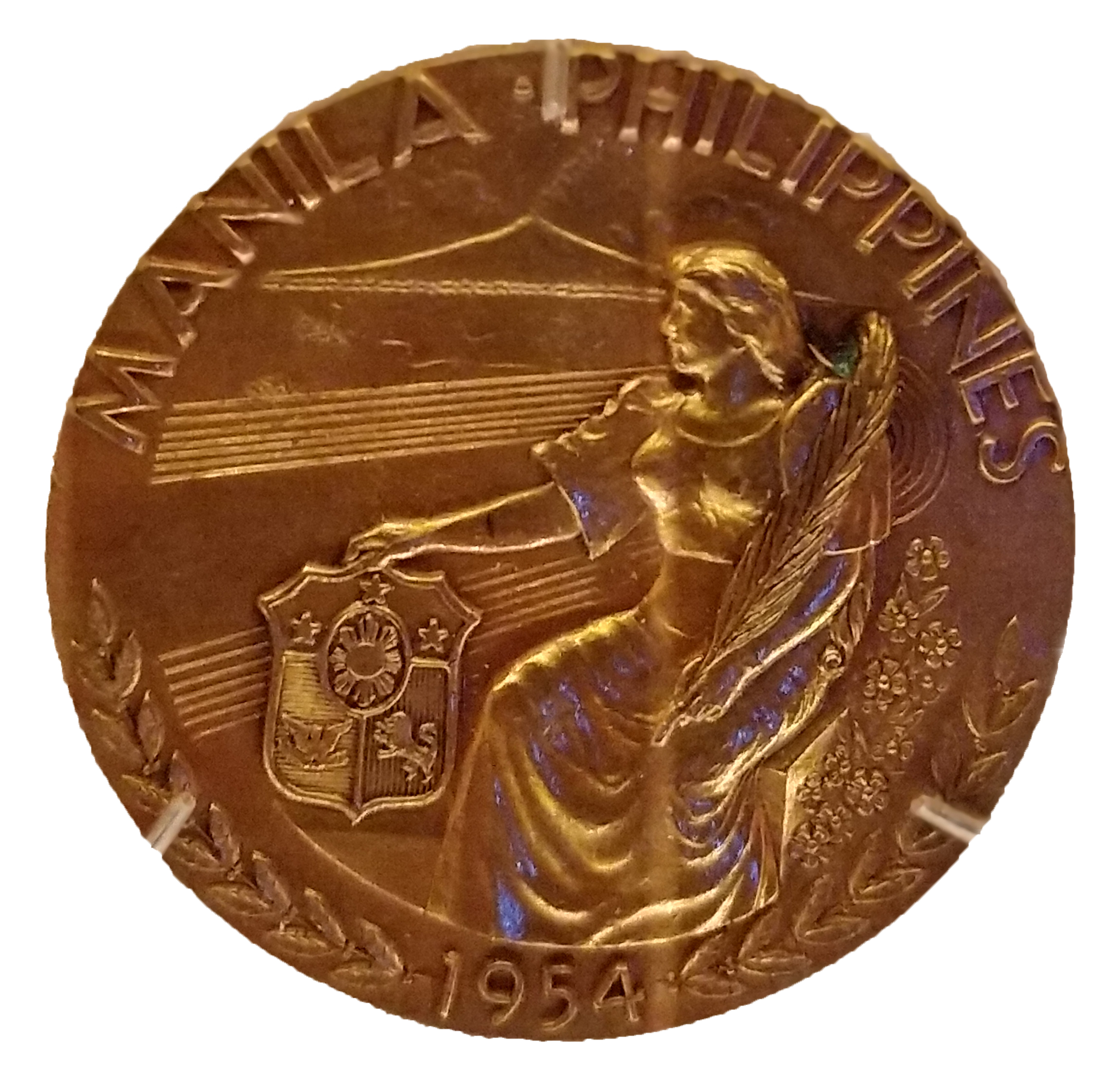
مدال طلای بازی‌های آسیایی ۱۹۵۴

## مراسم افتتاحیه
این بازی‌ها به‌طور رسمی توسط رئیس‌جمهور رامون ماگسایسای در اول ماه مه ۱۹۵۴، ساعت ۱۶:۰۲ به وقت محلی افتتاح شد. حدود ۲۰٬۰۰۰ تماشاگر ورزشگاه یادبود ریزال را در مالاتای مانیل برای مراسم افتتاحیه پر کردند. مطابق درخواست IOC، حمل مشعل و روشن کردن آتشکده ورزشگاه از مراسم افتتاحیه، برای حفظ سنت بازی‌های المپیک، از برنامه مراسم افتتاحیه خارج شدند. مراسم حمل مشعل در بازی‌های آسیایی ۱۹۵۸ بازگردانده شد. فیلیپین به عنوان میزبان، آخرین کشوری بود که وارد ورزشگاه شد. پرچمدار تیم ملی فیلیپین آندرس فرانکو بود که در بازی‌های آسیایی ۱۹۵۱ در مسابقات پرش ارتفاع به مدال طلا دست یافت و این مدال تنها مدال طلای فیلیپینی‌ها در مسابقات دو و میدانی بازی‌های دوره پیشین آسیا بود.

## ورزش‌ها
بازی‌های آسیایی ۱۹۵۴ شامل هشت رشته ورزشی و ۱۰ رویداد بود، ورزش‌های آبی شامل سه رویداد شیرجه، شنا و واترپلو بود. این نسخه از بازی‌های آسیایی شامل مسابقات ورزشی و رویدادهای بیشتری نسبت به نسخه گذشته بود، زیرا شش رشته ورزشی و هفت رویداد در تقویم بازی‌های آسیایی ۱۹۵۱ بود. سه ورزش بوکس، تیراندازی و کشتی اولین حضور خود را تجربه کردند، در حالی که در این دوره، دوچرخه سواری از بازی‌ها کنار گذاشته شد.

### رشته‌های ورزشی
- دو و میدانی (۳۰)
- بسکتبال (۱)
- بوکس (۷)
- شیرجه (۴)
- فوتبال (۱)
- تیراندازی (۶)
- شنا (۱۳)
- واترپلو (۱)
- وزنه‌برداری (۷)
- کشتی (۷)

## کشورهای شرکت‌کننده

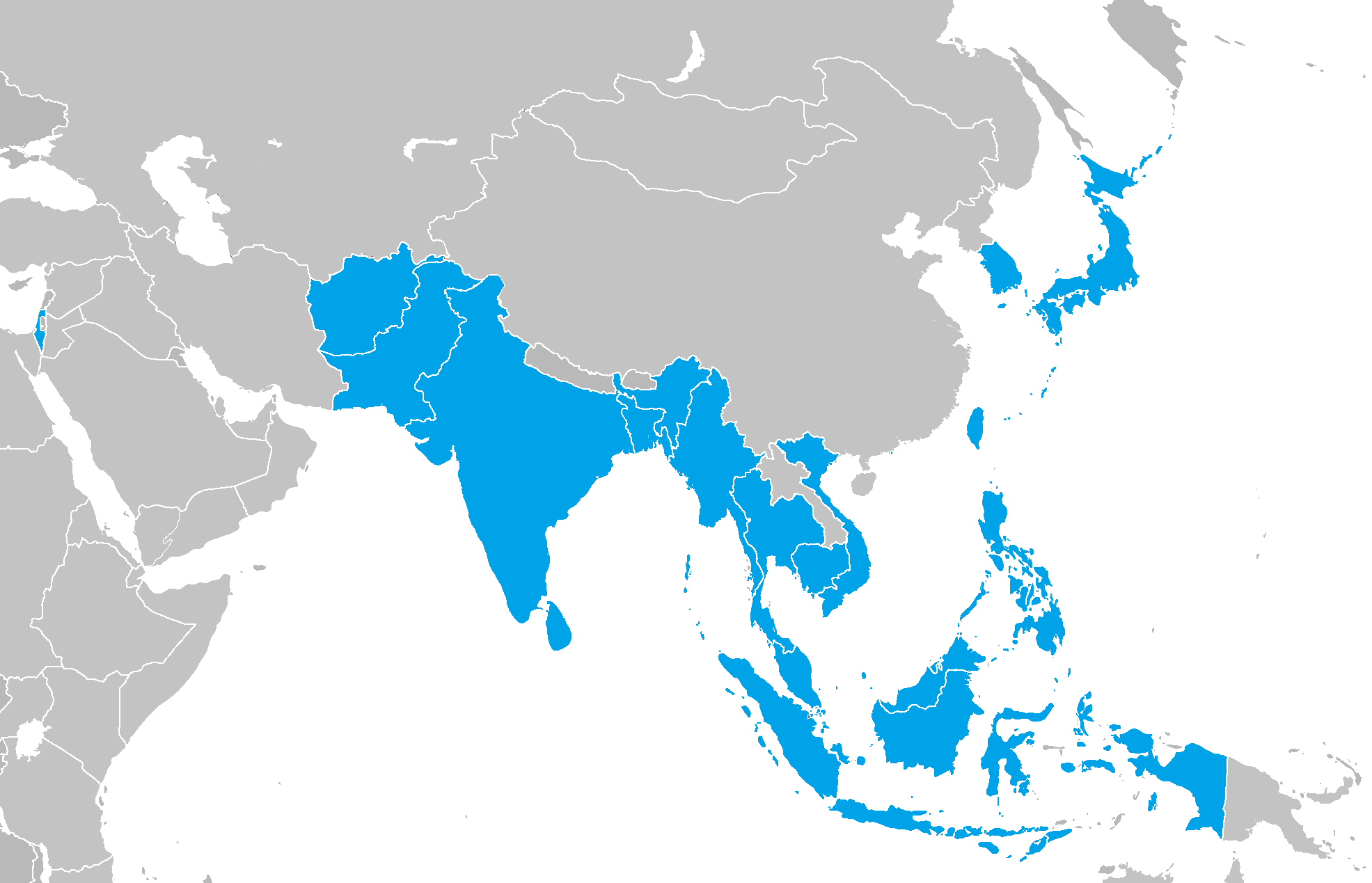
کشورهای شرکت‌کننده

کمیته‌های ملی المپیک (NOC) مطابق با کدها و نام‌های رسمی IOC کشور در آن زمان نامگذاری و ترتیب داده می‌شوند.
| کمیته ملی المپیک‌های شرکت کننده - افغانستان (۱۷) - میانمار (۳۴) - کامبوج (۱۲) - سیلان (۶) - هنگ کنگ (۴۷) - هند (۶۹) | - اندونزی (۸۵) - اسرائیل (۴) - ژاپن (۱۶۰) - مالایا (۹) - شمال بورنئو (۳) - پاکستان (۴۶) | - فیلیپین (۱۶۶) - چین (۱۴۰) - سنگاپور (۵۴) - کره جنوبی (۵۲) - تایلند (۱۹) - ویتنام (۱۶۵) |

کمیته ملی المپیک‌های غیر شرکت کننده
- ایران تنها عضو فدراسیون بازی‌های آسیایی بود که نماینده‌ای را در بخش رقابت ورزشکاران نداشت، اما مقامات‌اش را فرستاده بود.
- ایران

## تقویم
| اف | افتتاحیه | ● | رویدادهای مقدماتی | ۱ | رویدادهای نهایی | اخ | اختتامیه |

| مه ۱۹۵۴           | اول شنبه | دوم یک | سوم دو | چهارم سه | پنجم چهار | ششم پنج | هفتم آدینه | هشتم شنبه | نهم یک | مدال‌های طلا |
| ----------------- | -------- | ------ | ------ | -------- | --------- | ------- | ---------- | --------- | ------ | ----------- |
| دو و میدانی       |          | ۴      | ۵      | ۹        | ۱۲        |         |            |           |        | ۳۰          |
| بسکتبال           |          | ●      | ●      | ●        |           | ●       | ●          | ۱         |        | ۱           |
| بوکس              |          |        |        |          | ●         | ●       | ●          | ۷         |        | ۷           |
| شیرجه             |          |        |        |          | ۱         | ۱       | ۱          | ۱         |        | ۴           |
| فوتبال            | ●        | ●      | ●      | ●        | ●         | ●       | ●          | ۱         |        | ۱           |
| تیراندازی         |          |        | ۱      | ۱        | ۱         | ۲       | ۱          |           |        | ۶           |
| شنا               |          |        |        |          | ۱         | ۱       | ۵          | ۶         |        | ۱۳          |
| واترپلو           |          |        |        |          | ●         | ●       | ●          | ۱         |        | ۱           |
| وزنه‌برداری        |          |        |        |          |           | ۱       | ۳          | ۳         |        | ۷           |
| کشتی              | ●        | ●      | ۷      |          |           |         |            |           |        | ۷           |
| مجموع مدال‌های طلا |          | ۴      | ۱۳     | ۱۰       | ۱۵        | ۵       | ۱۰         | ۲۰        |        |             |
| مراسم             | اف       |        |        |          |           |         |            |           | اخ     |             |
| مه ۱۹۵۴           | یکم شنبه | دوم یک | سوم دو | چهارم سه | پنجم چهار | ششم پنج | هفتم آدینه | هشتم شنبه | نهم یک | مدال طلا    |

## جدول مدال‌ها
ژاپن با کسب کردن بیشترین تعداد طلا و نقره و برنز در بین کشورهای شرکت کننده در صدر جدول مدال‌های این دوره از بازی‌ها قرار گرفت. کشور میزبان، فیلیپین هم با کسب ۴۵ مدال (از جمله ۱۴ طلا) در رده دوم جدول قرار گرفت.
در فهرست زیر ده کشور نخست جدول مدال‌های بازی‌های آسیایی ۱۹۵۴ را مشاهده می‌کنید که کشور میزبان با علامت اختصاصی مشخص شده‌است:
  *   کشور میزبان (فیلیپین)
| رتبه            | کشور            | طلا | نقره | برنز | مجموع |
| --------------- | --------------- | --- | ---- | ---- | ----- |
| ۱               | ژاپن (JPN)      | ۳۸  | ۳۶   | ۲۴   | ۹۸    |
| ۲               | فیلیپین (PHI)*  | ۱۴  | ۱۴   | ۱۷   | ۴۵    |
| ۳               | کره جنوبی (KOR) | ۸   | ۶    | ۵    | ۱۹    |
| ۴               | پاکستان (PAK)   | ۵   | ۶    | ۲    | ۱۳    |
| ۵               | هند (IND)       | ۵   | ۴    | ۸    | ۱۷    |
| ۶               | چین (ROC)       | ۲   | ۴    | ۷    | ۱۳    |
| ۷               | اسرائیل (ISR)   | ۲   | ۱    | ۱    | ۴     |
| ۸               | میانمار (BIR)   | ۲   | ۰    | ۲    | ۴     |
| ۹               | سنگاپور (SGP)   | ۱   | ۴    | ۴    | ۹     |
| ۱۰              | سیلان (CEY)     | ۰   | ۱    | ۱    | ۲     |
| ۱۱              | افغانستان (AFG) | ۰   | ۱    | ۰    | ۱     |
| ۱۲              | اندونزی (INA)   | ۰   | ۰    | ۳    | ۳     |
| ۱۳              | هنگ کنگ (HKG)   | ۰   | ۰    | ۱    | ۱     |
| مجموع (۱۳ کشور) | مجموع (۱۳ کشور) | ۷۷  | ۷۷   | ۷۵   | ۲۲۹   |